# Мичинес (остров)
Ми́чинес (фар. Mykines) — самый западный остров Фарерского архипелага. Площадь острова — 9,57 км².

## География
Рядом с островом расположен маленький скалистый островок Мичинесхёльмур, являющийся самой западной точкой всего архипелага.
На острове находятся огромные колонии птиц — тупиков, северных олуш и многих других. На острове интродуцирован заяц-беляк. Также на острове обитает эндемичный подвид домовой мыши — Mus musculus mykinessiensis, которая, предположительно, была завезена в VI-VII веках ирландскими монахами, от которых на острове были найдены следы посадок овса и ячменя. Ближайшим родственником этой мыши является вымершая ныне Сент-Килдская домовая мышь (Mus musculus muralis), распространённая на островах Сент-Килда к северо-западу от Шотландии.

## Население
Постоянное население проживает в одноимённой деревне и в 2021 году составляло всего 17 человек, хотя в 1930 году на острове проживало примерно 200 человек.
Сегодня остров обычно используется как место летнего отдыха многих фарерцев.

## Транспорт
От острова Мичинес до островка Мичинесхёльмур построен 35-метровый мост, пользующийся популярностью у туристов. В 1909 году на данном островке был построен маяк, позже переведённый в автоматический режим.
Между Мичинесом и Воаром несколько раз в неделю ходит паром. Три раза в неделю на Мичинес летает вертолёт.

## Известные уроженцы
- Йенсен-Мичинес, Самаль (1906—1979) — фарерский художник. Считается «отцом фарерской живописи».

## Галерея

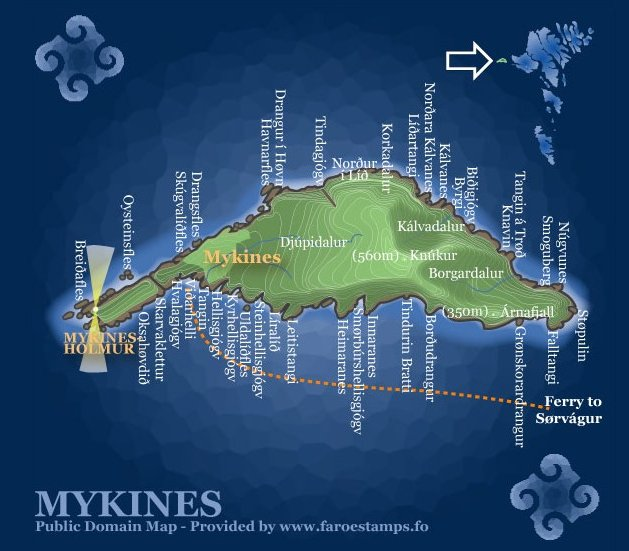
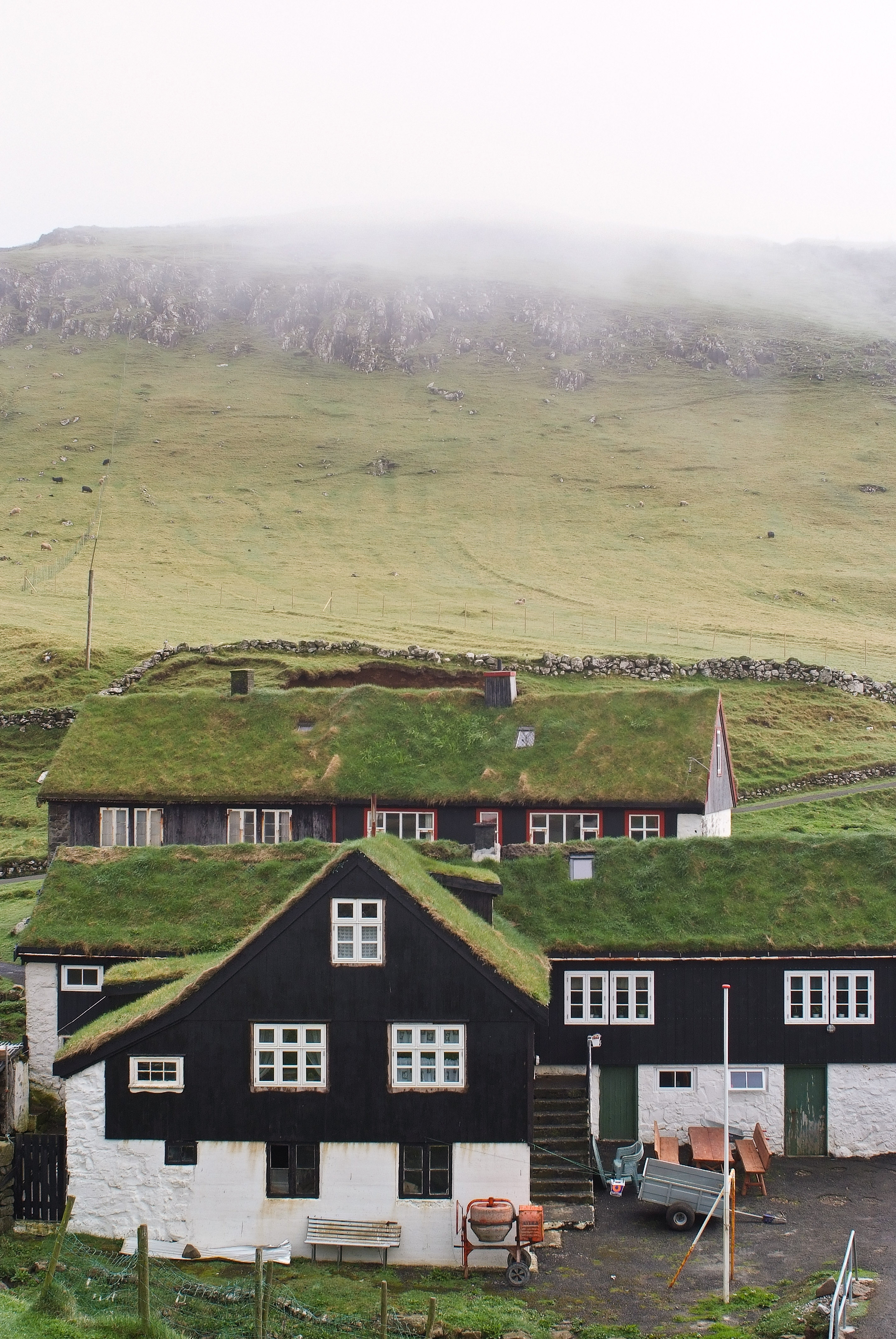
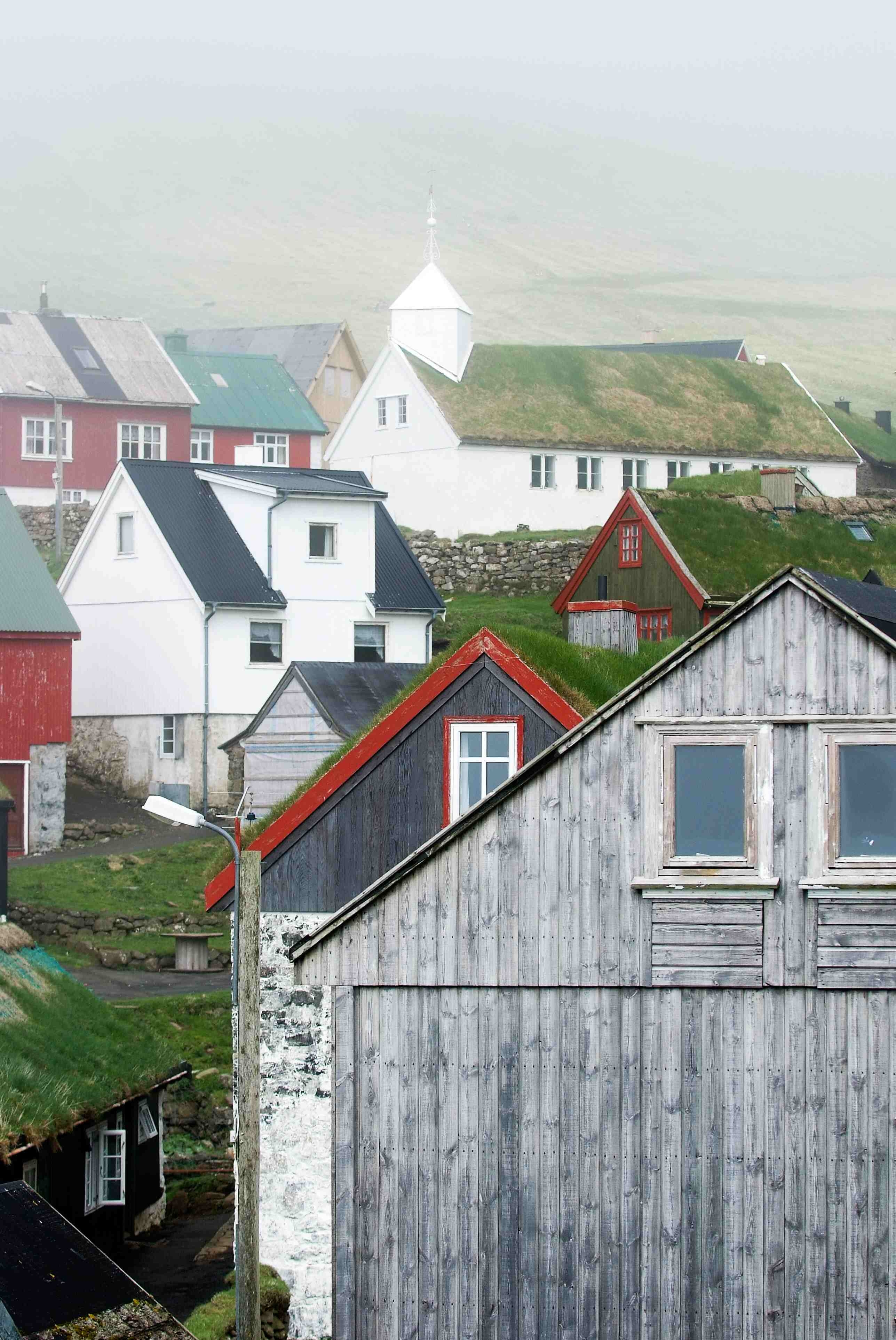
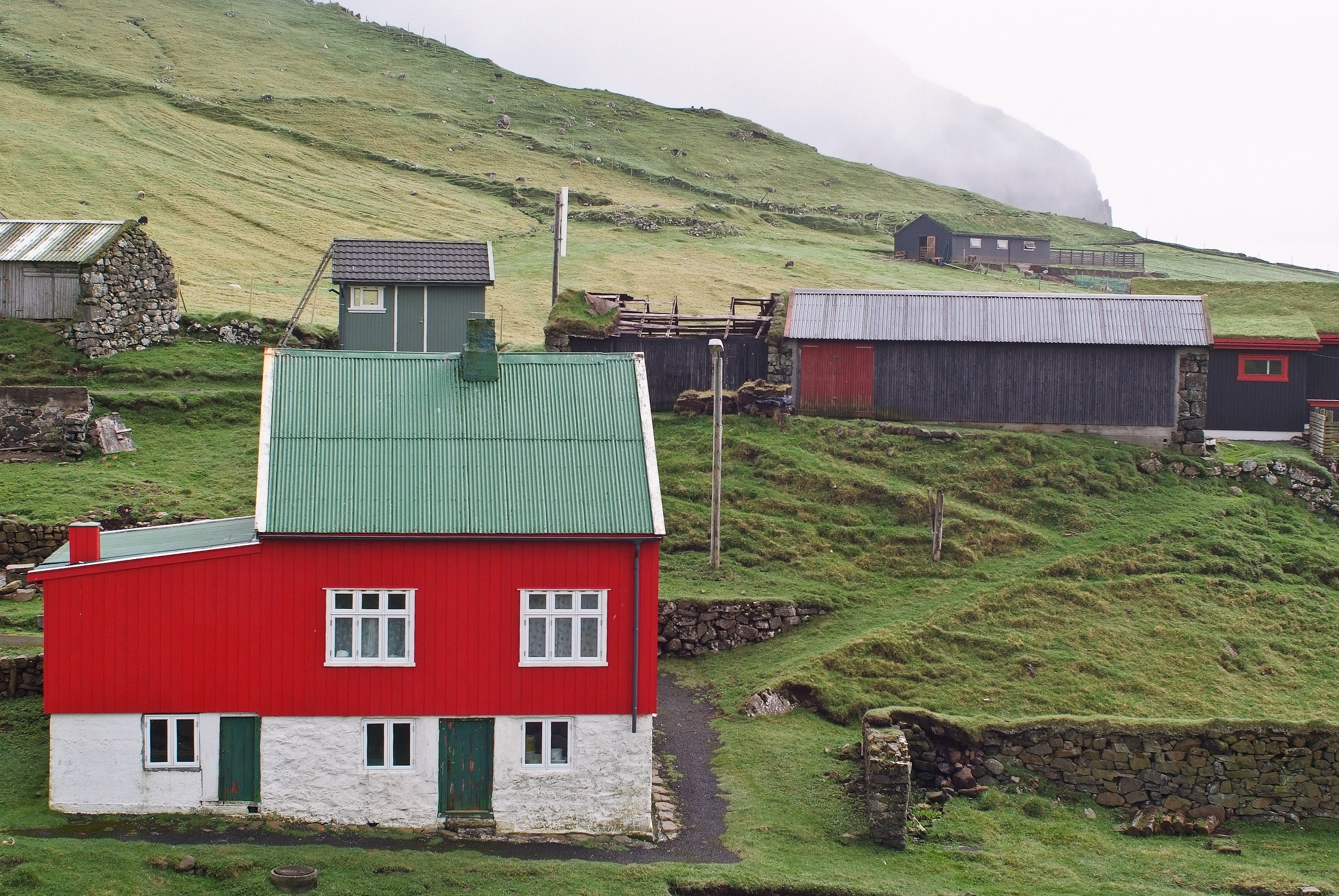
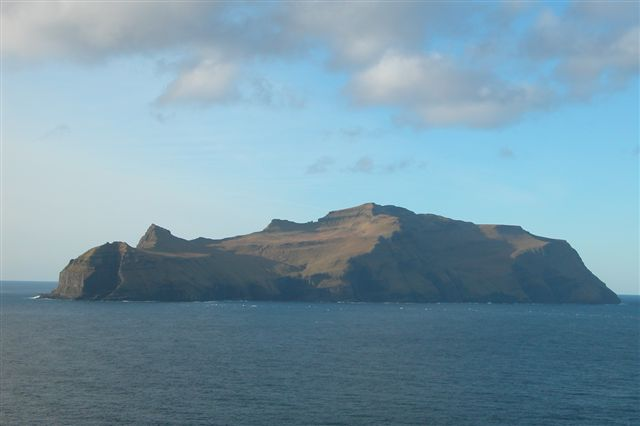